# Plasa Săvârșin, județul Arad
Plasa Săvârșin a fost o unitate administrativă, o sub-diviziune administrativă de ordin doi, din cadrul județul Arad (interbelic), cu reședința în localitatea omonimă, Săvârșin.

## Descriere
Plasa Gurahonț a funcționat între anii 1939-1950. Prin Legea nr. 5 din 6 septembrie 1950 au fost desființate județele și plășile din țară, pentru a fi înlocuite cu regiuni și raioane, unități administrative organizate după model sovietic.

## Istoric, administrație

### În anul 1930
În 1930, teritoriul județului era împărțit în nouă plăși: I. Plasa Aradul-Nou, II. Plasa Chișineu-Criș, III. Plasa Hălmagiu, IV. Plasa Ineu, V. Plasa Pecica, VI. Plasa Sfânta Ana, VII. Plasa Sebiș, VIII. Plasa Șiria și IX. Târnova. Ulterior a fost înființată și Plasa Radna. Singurul oraș al județului era municipiul Arad.
În același an 1930, organizarea administrativă a județului cuprindea capitala/reședința judetului Arad, care era municipiul Arad și care era singurul oraș. Județul avea 226 sate, împartite astfel: Plasa Aradul-Nou - 22 sate, Plasa Chișineu-Criș - 19 sate, Plasa Hălmagiu - 45 sate, Plasa Ineu - 15 sate, Plasa Pecica - 12 sate, Plasa Radna - 36 sate, Plasa Sântana - 13 sate, Plasa Sebiș - 37 sate, Plasa Șiria - 11 sate și Plasa Târnova - 16 sate. 

### În anul 1947
În 1947, organizarea județului cuprindea un număr maxim de plăsi, treisprezece (13), după cum urmează Aradul-Nou, Chișineu-Criș, Plasa Curtici (cu sediul în localitatea omonimă, Curtici), Plasa Gurahonț (cu sediul în localitatea omonimă, Gurahonț), Hălmagiu, Ineu, Pecica (cu sediul în localitatea omonimă, Pecica), Radna, Săvârșin (cu sediul în localitatea omonimă, Plasa Săvârșin), Plasa Sebiș, Sfânta Ana, Șiria și Târnova.

## Alte articole
- Județul Arad (interbelic)

și
- Plasa Aradul-Nou
- Plasa Chișineu-Criș
- Plasa Curtici
- Plasa Gurahonț
- Plasa Hălmagiu
- Plasa Ineu
- Plasa Pecica
- Plasa Radna
- Plasa Săvârșin [2]
- Plasa Sebiș
- Plasa Sfânta Ana
- Plasa Șiria
- Plasa Târnova